# یواس‌اس اوسکیولا (ای‌تی-۴۷)
یواس‌اس اوسکیولا (ای‌تی-۴۷) (به انگلیسی: USS Osceola (AT-47)) یک کشتی بود که طول آن ۱۳۸ فوت (۴۲ متر) بود. این کشتی در سال ۱۸۹۷ ساخته شد.